# كأس الكؤوس الإفريقية 1979
كأس الكؤوس الأفريقية 1979 هو الموسم 5 من كأس الكؤوس الأفريقية. أشرف على تنظيمه الاتحاد الأفريقي لكرة القدم، وكان عدد الأندية المشاركة فيه 28، وفاز فيه نادي كانون ياوندي.